# Romaniv
Romaniv (en ukrainien : Романів ; en russe : Романов ; en polonais : Romaniw) est une commune urbaine de l'oblast de Jytomyr, en Ukraine, et le centre administratif du raïon de Romaniv. Sa population s'élevait à 7 318 habitants en 2021.

## Géographie
Romaniv est arrosée par la rivière Lisna, un affluent de la Teteriv. Elle se trouve à 53 km à l'ouest de Jytomyr.

## Histoire
Romaniv a été fondée en 1471. Son histoire est liée à celle de la famille Iliński, dont le palais fut détruit par un incendie à la fin du XIXe siècle. Romaniv reçoit l'autonomie urbaine — droit de Magdebourg — en 1817. Romaniv reçut le statut de commune urbaine en 1923 et le nom de Dzerjynsk en 1933, ne retrouvant son ancien nom qu'en 2003.

## Population
Recensements (*) ou estimations de la population :
| 1923* | 1926* | 1939* | 1959* | 1970* | 1979* |
| ----- | ----- | ----- | ----- | ----- | ----- |
| 4 975 | 7 559 | 7 127 | 6 484 | 7 669 | 7 759 |

| 1989* | 2001* | 2010  | 2011  | 2012  | 2013  |
| ----- | ----- | ----- | ----- | ----- | ----- |
| 8 207 | 8 262 | 7 793 | 7 731 | 7 744 | 7 691 |

| 2021  | - | - | - | - | - |
| ----- | - | - | - | - | - |
| 7 318 | - | - | - | - | - |

## Transports
Romaniv se trouve à 116 km de Jytomyr par le train et à 67 km par la route. La gare ferroviaire la plus proche est la gare de Razine (Разіне), sur la ligne Koziatyn – Chepetivka ; elle est située à 11 km au sud de Romaniv par la route.